# Siemens Desiro City
Der Siemens Desiro City ist eine Baureihe elektrischer Nahverkehrstriebzüge aus der Desiro-Familie von Siemens Mobility, die seit 2016 in Großbritannien im Fahrgastbetrieb eingesetzt werden. Die Fahrzeuge tragen die britischen Reihenbezeichnungen 700, 707 und 717.

## Technik
Der Hersteller verfolgt ein Motorwagenkonzept, so dass alle zusammengehörenden Traktionskomponenten in je einem Wagen eingebaut und nicht über mehrere verteilt sind. Dabei sind je nach Konfiguration etwa die Hälfte der Wagen angetrieben. Die Fertigung der Züge findet in der Waggonfabrik Uerdingen in Krefeld-Uerdingen von Siemens Mobility statt.
Während auf elektrifizierten Strecken im überwiegenden Teil Großbritanniens Oberleitungen mit 25 kV und 50 Hz Wechselspannung existieren, besteht südlich der Themse vorwiegend das Stromschienensystem der Southern Railway mit 750 V Gleichspannung, das auf die London and South Western Railway zurückgeht. Die Desiro-City-Triebzüge werden sowohl als Einsystemvariante für eines dieser Stromsysteme als auch als Zweisystemvariante angeboten.

## Einsatz

### Thameslink
Seit 2016 setzt Govia Thameslink Railway 60 acht- und 55 zwölfteilige Züge der Klasse 700 bei Thameslink ein. Die Einheiten sind zweisystemfähig.
Für die Modernisierung der Flotte hatte die damalige britische Regierung im Oktober 2009 die zwei verbliebenen Bewerber Bombardier Transportation UK Ltd mit VeloCity und  Siemens Plc mit Cross London Trains bekanntgegeben. Im Juni 2011 ernannte das britische Transportministerium (Department for Transport) das Konsortium Cross London Trains Ltd. (XLT), bestehend aus Siemens Project Ventures GmbH, Innisfree Pfi Secondary Fund Ltd. und 3i Infrastructure plc. zum preferred bidder, zum bevorzugten Bieter. Der Vertrag wurde am 27. Juni 2013 unterzeichnet. Der Auftragswert für die Fahrzeuge beträgt rund 1,8 Milliarden Euro (1,6 Milliarden Pfund).
In Spitzenzeiten, ab September 2015, sollten zwei Wagen pro Tag bzw. mehr als ein Zug pro Woche fertiggestellt werden. Die Wagen sollten in Gruppen von vier ins Prüfcenter Wegberg-Wildenrath überführt und die Triebzüge dort zusammengestellt werden. Im Frühjahr 2015 waren sieben Triebzüge im Prüfcenter und absolvierten dort Testfahrten auf dem kleinen Testring. Lehrtriebfahrzeugführer des späteren Betreibers besuchten das Prüfcenter, um sich mit den neuen Fahrzeugen vertraut zu machen. Die Auslieferung war dabei für den Zeitraum zwischen Dezember 2015 und Juni 2018 geplant. Die kommerzielle Inbetriebnahme des ersten Zuges erfolgte im Juni 2016.
Ursprünglich sollten die Züge ab 2017 unter Führung von ETCS Level 2 (Hochleistungsblock, mit Signalen) fahren. Aus verschiedenen Gründen musste dieses Ziel jedoch auf 2018 verschoben werden. Ebenfalls ab 2018 soll dann auch – erstmals mit ETCS – ein automatischer Fahrbetrieb (ATO) durchgeführt werden, planmäßig mit 24 Zügen pro Stunde und Richtung. Über nationale Pakete (Pakete 44) sollen unter anderem Haltezeit- und Fahrempfehlungen sowie Informationen zur seitenselektiven Türsteuerung übermittelt werden. Das Sitzplatzangebot auf dem Streckenabschnitt im Herzen Londons sollte damit bis 2019 um rund 80 Prozent ausgeweitet werden.
Die Züge werden in zwei Betriebswerken unterhalten. Unter anderem baute Siemens in Three Bridges für 340 Millionen Britische Pfund ein neues Betriebswerk. Siemens wurde auch mit der Wartung für zunächst zehn Jahre in zwei neuen Depots in Crawley und in Hornsey im Nordosten Londons beauftragt. Eine Option zur Verlängerung des Instandhaltungsvertrages auf 30 Jahre wurde vereinbart.

### South Western
South West Trains bestellte 30 fünfteilige Gleichstromtriebzüge für den Londoner Vorortverkehr zwischen London Waterloo und Windsor. Die ersten Züge wurden im August 2017 in Betrieb genommen, nur wenige Tage, bevor das Netz von South Western Railway (SWR) übernommen wurde.
Noch bevor die Züge in Betrieb genommen wurden, kündigte South Western Railway an, sie durch Aventra-Triebzüge von Bombardier Transportation zu ersetzen. Die freigewordenen Desiro-City-Triebzüge sollen an Southeastern verliehen werden.

### Great Northern
Im Londoner Vorortverkehr vom Bahnhof Moorgate nach Welwyn Garden City, Hertford und Watton-at-Stone werden seit 2019 insgesamt 25 sechsteilige Einheiten der Klasse 717 eingesetzt. Die ersten Einheiten wurden am 25. März 2019 in Betrieb genommen.
Eine Besonderheit dieser Version sind die Notausstiegstüren an den Führerstandsfronten der Fahrzeuge, die notwendig sind, damit die Triebzüge auf der Northern City Line, einer ehemaligen U-Bahn-Strecke mit kreisförmigem Tunnelprofil, evakuiert werden können.

## Variantenübersicht
| Baureihe              | 700/0                                            | 700/1                                                                     | 707                                           | 717                                  |
| --------------------- | ------------------------------------------------ | ------------------------------------------------------------------------- | --------------------------------------------- | ------------------------------------ |
| Bild                  |                                                  |                                                                           |                                               |                                      |
| Betreiber             | Govia Thameslink Railway                         | Govia Thameslink Railway                                                  | South Western Railway zuvor South West Trains | Govia Thameslink Railway             |
| Nummerierung          | 700001–060                                       | 700101–155                                                                | 707001–030                                    | 717001–025                           |
| Anzahl                | 60 (achtteilig)                                  | 55 (zwölfteilig)                                                          | 30 (fünfteilig)                               | 25 (sechsteilig)                     |
| Achsformel            | Bo’Bo’+2’2’+Bo’Bo’+2’2’+ 2’2’+Bo’Bo’+2’2’+Bo’Bo’ | Bo’Bo’+2’2’+Bo’Bo’+Bo’Bo’+ 2’2’+2’2’+2’2’+2’2’+ Bo’Bo’+Bo’Bo’+2’2’+Bo’Bo’ | Bo’Bo’+2’2’+2’2’+ 2’2’+Bo’Bo’                 | Bo’Bo’+2’2’+2’2’+ Bo’Bo’+2’2’+Bo’Bo’ |
| Länge                 | 162,000 m                                        | 242,600 m                                                                 | 101,517 m                                     | 121,674 m                            |
| Leermasse             | 278 t                                            | 410 t                                                                     | 165 t                                         | 204 t                                |
| Höchstgeschwindigkeit | 160 km/h                                         | 160 km/h                                                                  | 160 km/h                                      | 136 km/h                             |
| Beschleunigung        |                                                  |                                                                           | 0,85 m/s²                                     |                                      |
| Stromsystem           | 25 kV, 50 Hz 750 V                               | 25 kV, 50 Hz 750 V                                                        | 750 V                                         | 25 kV, 50 Hz 750 V                   |
| Leistung              | 3300 kW                                          | 5000 kW                                                                   | 1200 kW                                       | 1200 kW                              |
| Sitzplätze            |                                                  |                                                                           | 271                                           | 362                                  |
| Fußbodenhöhe          | 1100 mm                                          | 1100 mm                                                                   | 1100 mm                                       | 1100 mm                              |
| Einsatzgebiet         | Thameslink                                       | Thameslink                                                                | South Western                                 | Great Northern                       |